# Плавання на відкритій воді на Чемпіонаті світу з водних видів спорту 2013
Змагання з плавання на відкритій воді на Чемпіонаті світу з водних видів спорту 2013 тривали з 20 до 27 липня 2013 року в Порт-Велл у Барселоні (Іспанія).

## Розклад змагань
| Дата          | Час   | Дисципліна      |
| ------------- | ----- | --------------- |
| 20 липня 2013 | 10:00 | Жінки, 5 км     |
| 20 липня 2013 | 13:00 | Чоловіки, 5 км  |
| 22 липня 2013 | 12:00 | Чоловіки, 10 км |
| 23 липня 2013 | 12:00 | Жінки, 10 км    |
| 25 липня 2013 | 12:00 | Команда, 5 км   |
| 27 липня 2013 | 08:00 | Чоловіки, 25 км |
| 27 липня 2013 | 08:15 | Жінки, 25 км    |

## Медальний залік

### Таблиця медалей
| Місце               | Країна              | Золото | Срібло | Бронза | Загалом |
| ------------------- | ------------------- | ------ | ------ | ------ | ------- |
| 1                   | Німеччина           | 2      | 2      | 2      | 6       |
| 2                   | Бразилія            | 1      | 2      | 2      | 5       |
| 3                   | Греція              | 1      | 1      | 0      | 2       |
| 4                   | США                 | 1      | 0      | 1      | 2       |
| 4                   | Туніс               | 1      | 0      | 1      | 2       |
| 6                   | Італія              | 1      | 0      | 0      | 1       |
| 7                   | Бельгія             | 0      | 1      | 0      | 1       |
| 7                   | Канада              | 0      | 1      | 0      | 1       |
| 9                   | Росія               | 0      | 0      | 1      | 1       |
| Загалом (9 збірних) | Загалом (9 збірних) | 7      | 7      | 7      | 21      |

### Чоловіки
| Дисципліна | Золото                     | Золото     | Срібло                  | Срібло    | Бронза                 | Бронза    |
| ---------- | -------------------------- | ---------- | ----------------------- | --------- | ---------------------- | --------- |
| 5 км       | Уссама Меллулі · Туніс     | 53:30.4    | Ерік Гедлін · Канада    | 53:31.6   | Томас Лурц · Німеччина | 53:32.2   |
| 10 км      | Спірідон Янніотіс · Греція | 1:49:11.8  | Томас Лурц · Німеччина  | 1:49:14.5 | Уссама Меллулі · Туніс | 1:49:19.2 |
| 25 км      | Томас Лурц · Німеччина     | 4:47:27.0* | Браян Рікеман · Бельгія | 4:47:27.4 | Євген Дратцев · Росія  | 4:47:28.1 |

- Рекорд(*)

### Жінки
| Дисципліна | Золото                            | Золото     | Срібло                            | Срібло    | Бронза                      | Бронза    |
| ---------- | --------------------------------- | ---------- | --------------------------------- | --------- | --------------------------- | --------- |
| 5 км       | Гейлі Андерсон · США              | 56:34.2    | Поліана Окімото Цінтра · Бразилія | 56:34.4   | Ана Марсела Куня · Бразилія | 56:44.7   |
| 10 км      | Поліана Окімото Цінтра · Бразилія | 1:58:19.2  | Ана Марсела Куня · Бразилія       | 1:58:19.5 | Ангела Маурер · Німеччина   | 1:58:20.2 |
| 25 км      | Мартіна Грімальді · Італія        | 5:07:19.7* | Ангела Маурер · Німеччина         | 5:07:19.8 | Ева Фабіан · США            | 5:07:20.4 |

- Рекорд(*)

### Команда
| Дисципліна | Золото                                                    | Золото   | Срібло                                                           | Срібло  | Бронза                                                              | Бронза  |
| ---------- | --------------------------------------------------------- | -------- | ---------------------------------------------------------------- | ------- | ------------------------------------------------------------------- | ------- |
| Команда    | Томас Лурц · Крістіан Райхерт · Ізабель Герле · Німеччина | 52:54.9* | Антоніос Фокаїдіс · Спірідон Янніотіс · Калліопі Араузу · Греція | 54:03.3 | Аллан до Кармо · Самуел де Бона · Поліана Окімото Цінтра · Бразилія | 54:03.5 |

- Рекорд(*)